# Киселиця Лесь
Лесь Кисели́ця (справжнє ім'я — Олексій Іванович Киселиця; 15 квітня 1884, Лукавці — 13 листопада 1950, Лукавці) — український педагог, громадський діяч. Батько художниці Одарки Киселиці.

## Біографія
Народився 15 квітня 1884 року в селі Лукавцях (нині Вижницький район Чернівецької області, Україна). Закінчив Чернівецьку учительську семінарію. Працював учителем у селі Мамаївцях. У 1911 році переїхав до села Берегомета над Серетом), де до 1922 року працював директором школи, заснував читальню, пропагував українські періодичні видання. Одночасно протягом 1909—1914 років був редактором видавництва «Діточа бібліотека» товариства «Українська школа» у Чернівцях, де 1909 року окремою книгою видано його переклад з німецької мови «Казок Карла Евальда».
Після 1922 року повернувся до Лукавців, де завідував бібліотекою та викладав у школі німецьку мову. У 1934 році захищав на суді працівників українського тижневика «Самостійність». З 1938 року був членом управи товариства «Руська бесіда» у Чернівцях. Помер у Лукавцях 13 листопада 1950 року.